# Paspalum palmeri
Paspalum palmeri är en gräsart som beskrevs av Mary Agnes Chase. Paspalum palmeri ingår i släktet tvillinghirser, och familjen gräs. Inga underarter finns listade i Catalogue of Life.